# Dactylopisthes
Dactylopisthes es un género de arañas araneomorfas de la familia Linyphiidae. Se encuentra en la zona holártica.

## Lista de especies
Según The World Spider Catalog 12.0:
- Dactylopisthes digiticeps (Simon, 1881)
- Dactylopisthes diphyus (Heimer, 1987)
- Dactylopisthes locketi (Tanasevitch, 1983)
- Dactylopisthes mirabilis (Tanasevitch, 1985)
- Dactylopisthes mirificus (Georgescu, 1976)
- Dactylopisthes video (Chamberlin & Ivie, 1947)